# The Solitude of Prime Numbers
The Solitude of Prime Numbers (La solitudine dei numeri primi) è la terza colonna sonora del cantante statunitense, pubblicato il 1º novembre 2011 dalla Ipecac Recordings come colonna sonora all'omonimo film italiano.

## Descrizione
L'album contiene l'intera colonna sonora del film, e dei brani che furono scartati dal regista del film, Saverio Costanzo. Contiene anche dei brani ispirati all'omonimo romanzo di Paolo Giordano. La lista dei brani è stata scritta nell'ordine crescente dei primi sedici numeri primi.

## Tracce
1. Twin Primes – 0:56
2. Identity Matrix – 0:56
3. Method of Infinite Descent – 2:17
4. Contrapositive – 3:04
5. Cicatrix – 2:02
6. Abscissa – 1:41
7. Isolated Primes – 1:42
8. Radius of Convergence – 4:24
9. Separatrix – 1:00
10. The Snow Angel – 1:42
11. Apnoea – 1:29
12. Supersingular Primes – 0:54
13. Quadratrix – 1:01
14. Calculus of Finite Differences – 3:05
15. Zeroth – 1:26
16. Weight of Consequences (Quod Erat Demonstrandum) – 7:05

Durata totale: 34:44